# Ni-Ki
Riki Nishimura (西村 力 Nishimura Riki?, Okayama, Prefectura de Okayama, 9 de diciembre de 2005), mejor conocido por su nombre artístico Ni-Ki, es un cantante y bailarín japonés. Es miembro del grupo masculino surcoreano Enhypen bajo Belift Lab, formado en el programa de supervivencia I-Land en 2020.

## Carrera

### 2014-2019: Primeros años y actividades predebut
En 2014, Ni-Ki aprobó una audición comercial y apareció en un anuncio de reproductores de DVD de Sony en el mismo año.
El 25 de julio de 2015, Ni-Ki apareció como "Riki Jackson" en el programa de televisión japonés FNS 27hour TV.
En 2016, Ni-Ki apareció en el video musical japonés de "Can't Feel My Face" de The Weeknd. También apareció en un concierto de la Tokyo Ska Paradise Orchestra. Ese mismo año, apareció en Legend Tokyo Capítulo 5 como bailarín de "Michael Jackson Legend Tribute", coreografiado por Travis Payne. También apareció en un anuncio de Nichii Sharyo, nuevamente bajo el nombre de "Riki Jackson".
En 2017, apareció como bailarín infantil enla gira de Shinee Shinee World 2017 ~FIVE~ Special Edition. El 11 de marzo, Ni-Ki apareció en el vídeo musical de Yuzu "タッタ".

### 2020-presente: Debut con Enhypen
En 2019, Ni-Ki se convirtió en aprendiz de Belift Lab en Corea del Sur. Compitió en el programa de supervivencia I-Land en 2020, quedando en cuarto lugar y ganándose un lugar en Enhypen. El 30 de noviembre de 2020, debutó como miembro de Enhypen con el lanzamiento de su primer EP Border: Day One. El 14 de mayo de 2023, se desempeñó como presentador de la KCON Japan 2023 junto con Ryujin de Itzy. El 31 de diciembre de 2024, interpretó "Guilty" junto con Taemin de Shinee en el 2024 MBC Gayo Daejejeon WANNABE.

## Filmografía

### Programas de televisión
| Año  | Nombre                                 | Papel       | Nota                       | Ref.          |
| ---- | -------------------------------------- | ----------- | -------------------------- | ------------- |
| 2015 | Mecha-Mecha Iketeru!                   |             |                            |               |
| 2015 | FNS 27hour TV                          |             |                            | [ 2 ]         |
| 2020 | I-Land                                 | Concursante | Terminó en el cuarto lugar | [ 7 ]         |
| 2021 | New Japan Boy and Nakai                |             |                            | [ 12 ]        |
| 2021 | Legal consultation center with a queue |             |                            | [ 13 ]        |
| 2022 | To Masahiro Nakai's Friday Sumas       |             |                            | [ 14 ] [ 15 ] |

### Presentador
| Año  | Título          | Papel       | Notas      | Ref.         |
| ---- | --------------- | ----------- | ---------- | ------------ |
| 2023 | KCON Japan 2023 | Presentador | con Ryujin | [ 9 ] [ 10 ] |

### Presentaciones en radio
| Año       | Nombre                       | Papel       | Nota          |
| --------- | ---------------------------- | ----------- | ------------- |
| 2021-2022 | Enhypen's All Night Nippon X | Presentador | [ 16 ] [ 17 ] |

### Anuncios
| Año  | Anuncio                                      | Nota   |
| ---- | -------------------------------------------- | ------ |
| 2014 | Reproductor de DVD Sony                      | [ 1 ]  |
| 2016 | Nichii Sharyo (Riki Jackson Ver）            | [ 5 ]  |
| 2018 | Pocari Sweat                                 |        |
| 2024 | Pastel de chocolate triangular de McDonald's | [ 18 ] |
| 2025 | Digital Hollywood University                 | [ 19 ] |
| 2025 | Zone Energy                                  | [ 20 ] |

### Actuaciones en vivo
| Año  | Título                                                                   | Artista                     | Papel             | Ref.   |
| ---- | ------------------------------------------------------------------------ | --------------------------- | ----------------- | ------ |
| 2016 | Paradise Has No Border                                                   | Orquesta Tokyo Ska Paradise | Invitado          | [ 4 ]  |
| 2016 | Legend Tokyo Chapter.5 WORLD GUEST Piece: Michael Jackson LEGEND Tribute | Travis Payne                | Bailarín          | [ 21 ] |
| 2017 | SHINee WORLD 2017 〜FIVE〜 Special Edition                               | Shinee                      | Bailarín infantil |        |

## Videografía

### Apariciones en vídeos musicales
| Año  | Título             | Cantante   | Papel    | Nota             | Ref.   |
| ---- | ------------------ | ---------- | -------- | ---------------- | ------ |
| 2016 | Can't Feel My Face | The Weeknd | Bailarín | Versión japonesa | [ 3 ]  |
| 2017 | 〈タッタ〉         | Yuzu       | Bailarín |                  | [ 22 ] |